# Кубок французской лиги по футболу 2011/2012
Кубок французской лиги по футболу 2011/2012 годов — 18-й розыгрыш кубка французской лиги по футболу. Турнир стартовал 22 июля 2011 года, финальный матч был сыгран 14 апреля 2012 года на стадионе «Стад де Франс» в пригороде Парижа Сен-Дени. Победитель турнира квалифицировался в третий квалификационный раунд Лиги Европы 2012/13.

## Календарь турнира
| Раунд | Название                 | Даты                  | Участники               |
| 1     | Первый тур               | 22—23 июля            | 24                      |
| 2     | Второй тур               | 9 августа             | 12                      |
| 3     | 1/16 финала              | 30—31 августа         | 20 (6+14 из Лиги 1)     |
| 4     | 1/8 финала               | 25—26 октября         | 16 (10+6 из Еврокубков) |
| 5     | 1/4 финала               | 10—11 января          | 8                       |
| 6     | 1/2 финала               | 31 января — 1 февраля | 4                       |
| 7     | Финал на «Стад де Франс» | 14 апреля             | 2                       |

## Первый раунд
Жеребьёвка первого раунда прошла 24 июня 2011 года в штаб-квартире французской федерации футбола. В первом раунде должны были участвовать 24 клуба: 20 клубов из Лиги 2 и 4 клуба из Лиги 3 («Гренобль», «Ним Олимпик», «Ванн» и «Страсбур»). Матчи первого раунда прошли 22 и 23 июля 2011 года. Из-за финансовых проблем был лишён профессионального статуса и снят с турнира «Страсбур». Соперник «Страсбура» по первому раунду «Булонь» автоматически проходит во второй раунд. 12 июля Федерация футбола Франции подтвердила, что «Гренобль» из-за ликвидации будет снят с турнира и его соперник «Шатору» автоматически проходит во второй раунд.
| Дата         | Команда хозяев                            | Результат | Команда гостей | Посещаемость |
| ------------ | ----------------------------------------- | --------- | -------------- | ------------ |
| 22 июля 2011 | Амьен                                     | 2:0       | Ним Олимпик    | 2834         |
| 22 июля 2011 | Ванн                                      | 1:1       | Труа           | 1462         |
| 22 июля 2011 | «Ванн» выиграл 2:1 в дополнительное время |           |                | 1462         |
| 22 июля 2011 | Ле-Ман                                    | 1:0       | Арль-Авиньон   | 6309         |
| 22 июля 2011 | Ланс                                      | 3:0       | Клермон        | 15 645       |
| 22 июля 2011 | Тур                                       | 1:1       | Анже           | 3605         |
| 22 июля 2011 | «Тур» выиграл 2:1 в дополнительное время  |           |                | 3605         |
| 22 июля 2011 | Реймс                                     | 0:0       | Нант           | 5919         |
| 22 июля 2011 | «Нант» выиграл 1:0 в дополнительное время |           |                | 5919         |
| 22 июля 2011 | Гавр                                      | 4:4       | Мец            | 3787         |
| 22 июля 2011 | «Гавр» выиграл 5:4 в дополнительное время |           |                | 3787         |
| 22 июля 2011 | Генгам                                    | 2:0       | Лаваль         | 6120         |
| 22 июля 2011 | Истр                                      | 3:2       | Бастия         | 1584         |
| 23 июля 2011 | Седан                                     | 4:1       | Монако         | 6216         |
|              | Булонь                                    |           | Страсбур       |              |
|              | Шатору                                    |           | Гренобль       |              |

## Второй раунд
Жеребьёвка второго раунда прошла 24 июня 2011 года. Раунд состоит из 6 матчей, в котором участвуют победители первого раунда. Матчи второго раунда прошли 9 августа.
| Дата           | Команда хозяев                            | Результат | Команда гостей | Посещаемость |
| -------------- | ----------------------------------------- | --------- | -------------- | ------------ |
| 9 августа 2011 | Нант                                      | 0:0       | Шатору         | 6 945        |
| 9 августа 2011 | «Нант» выиграл 1:0 в дополнительное время |           |                | 6 945        |
| 9 августа 2011 | Булонь                                    | 1:2       | Седан          | 4 411        |
| 9 августа 2011 | Амьен                                     | 2:1       | Гавр           | 2 863        |
| 9 августа 2011 | Генгам                                    | 2:0       | Ванн           | 6 982        |
| 9 августа 2011 | Истр                                      | 0:2       | Ле-Ман         | 1 474        |
| 9 августа 2011 | Ланс                                      | 1:0       | Тур            | 10 766       |

## 1/16 финала
Жеребьёвка 1/16 финала прошла 11 августа 2011 года. Раунд состоит из 10 матчей, в котором участвуют 6 победителей второго раунда и 14 клубов Лиги 1, не участвующие в Еврокубковых соревнованиях. Матчи 1/16 финала раунда прошли 30—31 августа и 1 сентября.
| Дата            | Команда хозяев                              | Результат | Команда гостей | Посещаемость |
| --------------- | ------------------------------------------- | --------- | -------------- | ------------ |
| 30 августа 2011 | Генгам                                      | 2:2       | Лорьян         | 5 448        |
| 30 августа 2011 | «Лорьян» выиграл 2:3 в дополнительное время |           |                | 5 448        |
| 30 августа 2011 | Нанси                                       | 1:2       | Осер           | 6 086        |
| 31 августа 2011 | Тулуза                                      | 1:2       | Ницца          | 6 797        |
| 31 августа 2011 | Ле-Ман                                      | 1:0       | Аяччо          | 6 827        |
| 31 августа 2011 | Монпелье                                    | 2:2       | Амьен          | 6 179        |
| 31 августа 2011 | «Монпелье» выиграл 4:3 по пенальти          |           |                | 6 179        |
| 31 августа 2011 | Кан                                         | 3:2       | Брест          | 8 652        |
| 31 августа 2011 | Дижон                                       | 3:2       | Валансьен      | 6 872        |
| 31 августа 2011 | Седан                                       | 2:0       | Нант           | 3 984        |
| 31 августа 2011 | Сент-Этьен                                  | 3:1       | Бордо          | 14 647       |
| 1 сентября 2011 | Ланс                                        | 1:0       | Эвиан          | 13 210       |

## 1/8 финала
Жеребьёвка 1/8 финала прошла 6 сентября 2011 года. Раунд состоит из 8 матчей, в котором участвуют 5 победителей второго раунда и 6 клубов Лиги 1, участвующие в Еврокубковых соревнованиях. Матчи 1/8 финала раунда прошли 25—26 октября.
| Дата            | Команда хозяев                           | Результат | Команда гостей | Посещаемость |
| --------------- | ---------------------------------------- | --------- | -------------- | ------------ |
| 25 октября 2011 | Марсель                                  | 4:0       | Ланс           | 17 972       |
| 26 октября 2011 | Сент-Этьен                               | 1:2       | Лион           | 25 906       |
| 26 октября 2011 | Осер                                     | 1:1       | Кан            | 7 628        |
| 26 октября 2011 | «Кан» выиграл 2:1 в дополнительное время |           |                |              |
| 26 октября 2011 | Дижон                                    | 3:2       | ПСЖ            | 10 115       |
| 26 октября 2011 | Ницца                                    | 2:1       | Сошо           | 6 432        |
| 26 октября 2011 | Лилль                                    | 3:1       | Седан          | 17 016       |
| 26 октября 2011 | Ле-Ман                                   | 0:0       | Ренн           | 11 283       |
| 26 октября 2011 | «Ле-Ман» выиграл 4:1 по пенальти         |           |                |              |
| 26 октября 2011 | Монпелье                                 | 1:2       | Лорьян         | 4 787        |

## Четвертьфиналы
Жеребьёвка 1/4 финала прошла 26 октября 2011 года. Раунд состоит из 4 матчей, в котором участвуют 8 победителей третьего раунда. Матчи 1/4 финала раунда прошли 10—11 января 2012 года.
| Кан | 0:3      | Марсель                     |
| --- | -------- | --------------------------- |
|     | Протокол | 7′ 52′ Вальбуэна · 21′ Реми |

| Ницца                                    | 3:3 (доп. вр.) | Дижон                                         |
| ---------------------------------------- | -------------- | --------------------------------------------- |
| Мунье 35′ · Сивельи 78′ · Монсон 119′    | Протокол       | 18′ Гербер · 62′ Жовиаль · 117′ (пен.) Ботеак |
| Пенальти                                 |                |                                               |
| Дигар · Сивельи · Гомис · Монсон · Мунье | 5:3            | Марк · Варроль · Корнье · Санкаре             |

| Ле-Ман | 0:1      | Лорьян   |
| ------ | -------- | -------- |
|        | Протокол | 70′ Суну |

| Лион                      | 2:1      | Лилль    |
| ------------------------- | -------- | -------- |
| Чельстрём 41′ · Лопес 65′ | Протокол | 28′ Коул |

## Полуфиналы
Жеребьёвка 1/2 финала прошла 11 января 2012 года. Матчи 1/2 финала прошли 31 января и 1 февраля.
| 31 января 2012 | Лорьян                       | 2:4 (доп. вр.) | Лион                                            | Стад де Мустуар, Лорьян           |
| 20:45 CET      | Эмегара 59′ · Монне-Паке 68′ | Протокол       | 80′, 120+2′ Ляказетт · 90+4′ Бриан · 102′ Гомис | Зрителей: 14 610 Судья: Руди Буке |

| 1 февраля 2012 | Марсель                | 2:1      | Ницца     | Велодром, Марсель                     |
| 20:50 CET      | Реми 16′ · Брандао 57′ | Протокол | 44′ Мунье | Зрителей: 12 567 Судья: Клемен Турпин |

## Финал
Финальный матч был сыгран 14 апреля.
| 14 апреля 2012 | Лион | 0:1 (доп. вр.) | Марсель      | Стад де Франс, Сен-Дени               |
|                |      | Протокол       | 105′ Брандао | Зрителей: 78 877 Судья: Стефан Ланнуа |